# Clay Banks
Clay Banks est une ville américaine située dans le comté de Door au Wisconsin.